# Драбина Джейкоба (фільм)
«Драбина Джейкоба» (англ. Jacob's Ladder) — американський психологічний горор 1990 року.

## Сюжет
Джейкоб Сінґер, поранений у В'єтнамі, повертається додому, в Нью-Йорк. Охоплений спогадами про сина і жахи війни, Джейкоб поступово втрачає контроль над реальністю. Але в кінці виявляється, що тільки його друг Луїс є єдиною людиною, на якого Джейкоб може розраховувати. Справа приймає ще більш похмурий оборот, коли він дізнається, що його товариші по зброї страждають від подібних галюцинацій.

## Акторський склад
- Тім Роббінс — Джейкоб «Професор» Сінгер
- Елізабет Пенья — Джезабель «Джеззі» Піпкін
- Денні Айелло — Луї «Луї» Денардо
- Метт Крейвен в ролі Майкла Ньюмана
- Прюітт Тейлор Вінс — Пол Грунегер
- Джейсон Александр — містер Гірі
- Патриція Калембер — Сара Сінгер
- Ерік Ла Саль — Френк
- Вінг Реймс — Джордж
- Браян Тарантіна — Даг
- Ентоні Алессандро — Род
- Брент Хінклі — Джеррі
- С. Епата Меркерсон — Ельза
- Джон Каподіс — офіцер армії
- Кайл Гасс — Тоні
- Льюїс Блек — лікар Джейкоба
- Перрі Ленг — нападник на Джейкоба
- Маколей Калкін — Габріель «Гейб» Сінгер

## Цікаві факти
- У першій сцені, де Джейкоб більше не воює в джунглях В’єтнаму, він сидить у потязі метро і читає книгу «Сторонній» Альбера Камю.
- Після того, як перші глядачі повідомили, що фільм перевантажений, режисер Едріан Лайн вирізав двадцять хвилин матеріалу, майже всі з яких припали на останню третину фільму. Чотири основні сцени були вилучені після першої зустрічі Джейкоба з Майклом: 
  - сцена, де Майкл дає йому протиотруту від Сходи;
  - сцена, де Джейкоб думає, що вилікувався, але виявляється, що це не так;
  - сцена, де він йде до квартири Майкла і знаходить його обезголовленим;
  - сцена перед останньою зустріччю з Гейбом, де він зустрічає Джессі, яка показує йому свою справжню сутність[6].

## Касові збори
Фільм посів перше місце по касовим зборам  в північноамериканському прокаті вихідних, зібравши 7,5 мільйонів доларів з 1 052 екранів. Однак відвідуваність швидко впала, і загальний результат вітчизняного прокату склав лише $26,118,851.

## Рімейк
Ремейк, знятий Девідом М. Розенталем і написаний Джеффом Бюлером, Сарою Торп і Джейком Вейдом Уоллом, вийшов у 2019 році, але був негативно сприйнятий. У фільмі зіграли Майкл Ілі, Джессі Вільямс, Ніколь Бехарі, Карла Соуза та Гай Бернет.